# Sophie B. Hawkins
Sophie Ballantine Hawkins, född 1 november 1964 på Manhattan i New York, är en amerikansk sångerska, låtskrivare, musiker och konstnär. Hennes största hits är "Damn I Wish I Was Your Lover" och "As I Lay Me Down".

## Diskografi
Studioalbum
- 1992 – Tongues and Tails
- 1994 – Whaler
- 1999 – Timbre
- 2004 – Wilderness
- 2006 – Live: Bad Kitty Board Mix
- 2012 – The Crossing [1]
- 2016 – Folkadelphia Session 1/31/2015 [2]

Livealbum
- 2006 – Live: Bad Kitty Board Mix

Singlar (på Billboard Hot 100)
- 1992 – "Damn I Wish I Was Your Lover" (#5)
- 1994 – "Right Beside You" (#56)
- 1995 – "As I Lay Me Down" (#6)
- 1996 – "Only Love (The Ballad of Sleeping Beauty)" (#49)

Samlingsalbum
- 2002 – The Best of Sophie B. Hawkins (European Edition)
- 2003 – The Best of Sophie B. Hawkins (US Edition)
- 2003 – Damn I Wish I Was Your Lover